# Stanley Anderson (artiste)
Pour les articles homonymes, voir Stanley Anderson et Anderson.
Stanley Anderson, né le 11 mai 1884 à Bristol et mort le 4 mars 1966 à Chearsley, est un graveur et aquarelliste britannique.

## Biographie

### Enfance et éducation
Stanley Anderson naît le 11 mai 1884 à Bristol. Il est le fils d'Alfred Ernest Anderson. Il est apprenti comme graveur au trait chez son père, un graveur héraldique, pendant sept ans. Il fait ses études au Merchant Venturers' Technical College, à Bristol, et suit des cours du soir à la Bristol School of Art. Contre la volonté de Stanley, son père s'arrange pour qu'il commence un apprentissage de gravure héraldique au cours duquel il apprend à graver sur métal. En 1909, il remporte la bourse de l'institution britannique de gravure et étudie à l'école municipale d'art de Bristol, au Royal College of Art et au Goldsmith's College.

### Mariage
Stanley Anderson épouse Lillian Phelps en 1910. Ils ont des enfants : Ivan (1911) et Maxim (1914-1959). Maxim Anderson devient réalisateur et producteur de documentaires.

### Carrière
La carrière artistique de Stanley Anderson commence véritablement en 1909. Il obtient une bourse de gravure de 50 £ par an de la British Institution et étudie au Royal College of Art sous la direction de Frank Short, ainsi qu'au Goldsmith's College, New Cross. Stanley Anderson affirme cependant être principalement autodidacte grâce à ses visites à la National Gallery et au British Museum.
Il devient membre associé de la Royal Society of Painter-Etchers and Engravers en 1910, devenant un fellow en 1923. Il est l'un des nombreux jeunes artistes associés aux Royal Engravers pendant la Première Guerre mondiale, et fait partie, juste après celle-ci, de la revitalisation de l'institution.
Pendant la Première Guerre mondiale, Stanley Anderson travaille dans les munitions à Woolwich. Il ne participe pas au service actif en raison d'un problème cardiaque.
En 1925, il devient professeur de gravure à Goldsmiths où il enseigne à Graham Sutherland. De 1930 à 1952, il est membre de la faculté de gravure de la British School at Rome. Il devient associé de la Royal Academy en 1934 et membre à part entière en 1941. Son travail de diplôme pour la Royal Academy est The Wheelright (1939). Il participe à la Biennale de Venise en tant qu'artiste principal en 1928 et dans le cadre d'expositions collectives en 1924, 1926, 1928, 1930 et 1938. Il participe aux expositions annuelles de la Chicago Society of Etchers et de la California Society of Etchers.

### Aquarelle
Après avoir développé une névrite dans sa main et son bras droits, la gravure au trait sur cuivre devient de plus en plus douloureuse pour Stanley Anderson. Il grave sa dernière plaque en 1953 et se concentre ensuite sur des aquarelles de scènes champêtres qui sont vendues lors de l'exposition annuelle de la Royal Academy of Arts. Humphrey Brooke, secrétaire de la Royal Academy jusqu'en 1968, a rappelé dans le Times qu'il y avait chaque année une « ruée » pour acheter les peintures de Stanley Anderson, qui se vendaient souvent dans les minutes qui suivaient l'ouverture, un collectionneur ayant été vu en chaussures de course pour devancer la concurrence.

### Décès
Stanley Anderson meurt à son domicile de Darobey, Church Lane, Chearsley, Buckinghamshire, le 4 mars 1966.

## Expositions
L'exposition, An Abiding Standard: The Prints of Stanley Anderson RA, organisée par le professeur Robert Meyrick et le Dr Harry Heuser, a été présentée à la Royal Academy of Arts, à Londres, du 25 février au  24 mai 2015,.

## Archives
Des documents relatifs à Stanley Anderson sont conservés dans les collections James Laver et Harold Wright de l'université de Glasgow. James Laver (1899-1975) était un écrivain et un critique d'art et un gardien du Victoria and Albert Museum. Harold Wright (1885-1961) était un marchand de gravures chez Colnaghi & Co.